# 美洲西鯡
美洲西鯡（學名：Alosa sapidissima），又名美國鰣、美國鰣魚為輻鰭魚綱鲱形目鲱科的其中一種，分布於北美洲加拿大新斯科細亞省、聖羅倫斯河至美國佛羅里達州淡水、半鹹水及鹹水水域，棲息深度5-145公尺，體長可達76公分，棲息在沿海半鹹水水域，為洄游性魚類，繁殖期時洄游至淡水溪流產卵，屬肉食性，以魚類、橈腳類、甲殼類為食，可做為食用魚。

## 擴展閱讀
維基物種上的相關：美洲西鯡
1. ↑  NatureServe.; Daniels, A. . The IUCN Red List of Threatened Species. 2019, 2019: e.T191206A82664336  [12 November 2021]. doi:10.2305/IUCN.UK.2019-2.RLTS.T191206A82664336.en .